# Клан Мур

Емблема (хрест) клану Мур.

Герб вождів клану Мур.

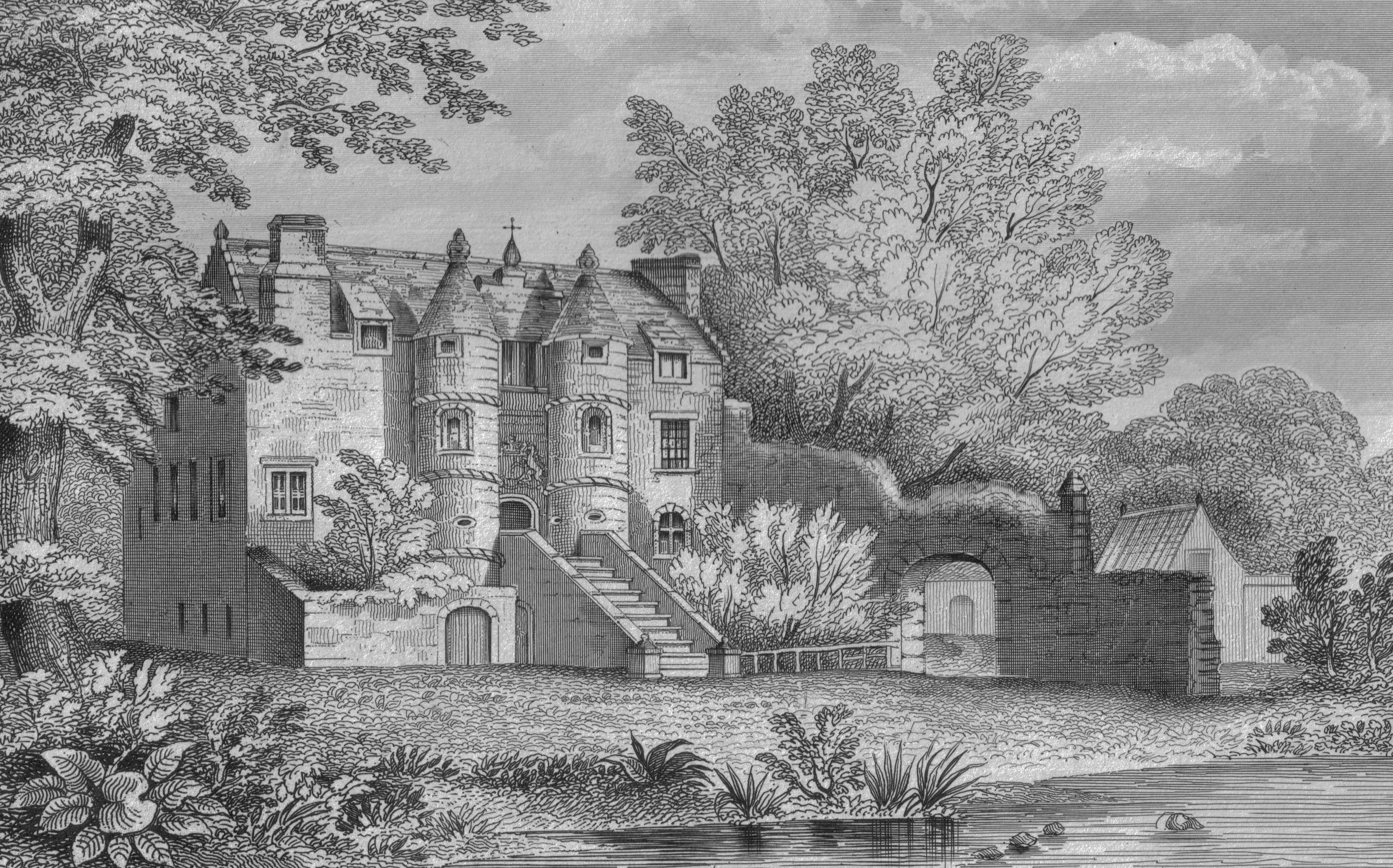
Замок Роваллан — резиденція вождів клану Мур. Малюнок 1876 року.

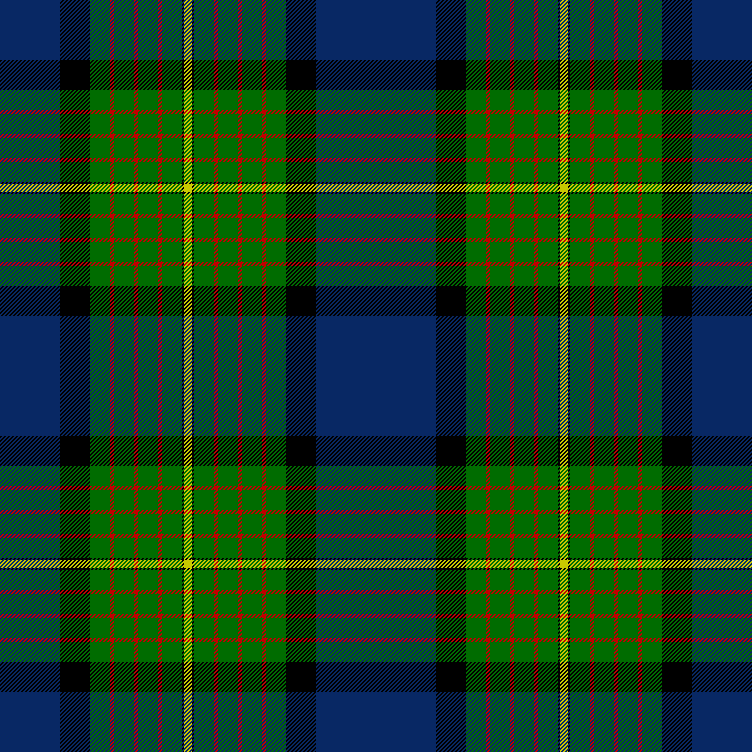
Тартан клану Мур.

Клан Мур — (шотл. — Clan Muir) — один з кланів Шотландії. Люди клану Мур жили і живуть як на рівнині, так і в горах Шотландії. Нині клан не має визнаного герольдами вождя, тому такий клан згідно з традиційними шотландськими законами вважається «кланом зброєносців». Історично прізвища та фамілії Мур (шотл. — Muir, Mure, Moore) виникли як септи кланів Кемпбелл та Гордон в горах Шотландії. Деякі варіації цих фамілій виникли як септи клану Леслі в Абердінширі. Деякі фамілії Мур ведуть своє походження з Ейрширу від септ клану Бойд. Фамілія Мур Драмкорк виникла як септа клану Грант. Крім цього в Ірландії є клан з точно такою ж назвою — згідно з історичних переказів ці клани споріднені.

## Походження клану Мур
У Шотландії в давні часи слово «мур» означало людину, яка живе на болоті чи поруч з ним. Вважається, що предками людей з клану Мур були переселенці з Ірландії — клан має кельтське походження. Є версії, що назва клану походить від ірландського mòr — великий. Є версії, що назва походить від давнього кельтського слова muir, що означало — море.

## Клан Мур з Роваллана
Згідно з історичними переказами клан мур прийшов в Шотландію з Ірландії (як і більшість давніх шотландських кланів). Найдавніше з відомих володінь і земель клану — Полкеллі (шотл. — Polkelly). Арчібальд Мур був вбитий у битві під Бервіком  у 1298 році, коли була розбита армія Баліола. Клан Мурів був здавна відомий в Шотландії. Відомо про сера Гілхріста Мура, що одружився з дочкою сера Вальтера Коміна — єдиним спадкоємцем майна клану Комін з благословення короля Шотландії Олександра III після битви під Ларгс. Ця подія надала клану у володіння замок Роваллан. Є інша версія тих подій, яка говорить про те, що сер Гілхріст Мур був позбавлений своїх володінь і жив у замку Роваллан та в замку Полкеллі під сильною рукою вождів клану Комін, доки король Олександр III не зміцнив свою владу і не взяв під контроль клан Комін. Згідно з цією версією клан Мур жив у замку Роваллан з дуже давніх часів.
Мури володіли замком Роваллан аж до XVIII століття. Елізабет Мур — дочка сера Адама Мура Ровалланського та Джаннет Мур, була коханкою Роберта Стюарта, що у 1371 році став королем Шотландії Робертом II. 22 листопада 1347 року вона офіційно одружилася з ним за санкцією Папи і узаконила дітей, що вже були в них. Після законного шлюбу вона отримала титул графині Атолл і прізвище Стюарт. Елізабет Мур померла близько 1355 року. Сер Гілхріст Мур збудував дві каплиці — одна була названа на честь святого Лаврентія, інша — на честь святого Михайла. Руїни цих каплиць існували до 1876 року. Крім того він збудував каплиці в Кілмарнок на честь Мура Островитянина (так він її назвав).
Сер Роберт Мур був вбитий у битві під Сарк. Його тезку назвали Руд Ровалланський. Він був дуже високого росту і сильної статури, був майстром кулачного бою. Він все життя ворогував і воював з кланом Ардох (із земель Крауфурланд) — ця ворожнеча супроводжувалась великими кровопролиттями. Руд віддав свої землі у володіння сину Джону, що одружився з коханкою короля Джеймса IV.

## Кемпбелли та лайрди Роваллана
Сер Вільям Мур був XVI і останнім володарем Роваллану. Він служив у війську Густава Адольфа. Одна з його дочок вийшла заміж за сера Кемпбелла Лаверського — III графа Лоудоуна, який таким чином став лайрдом Раваллану. Його син — генерал-майор сер Джеймс Мур Кемпбелл Роваллан (1726–1786) став V графом Лоудоуна у 1782 році. Він мав тільки дочку і його правнук — Чарльз Равдон-Гастінгс був XI графом Лоудоуна і лейрдом земель Роваллан.

## Гілки клану Мур
Три молодших брати сера Адама Мура утворили численні септи і гілки клану Мур. Вони оселилися в землях Колдуелл, Авхенейл, Торнтон, Гландерстоун, Тріскрайг, Авхендрейн, Клонкайрд, Крейхед, Міддлестон, Спіттлесайд, Броунхіл.

## Гасло клану
«Durum Patientia Frango» — «За допомогою терпіння я здолаю те, що важко здолати».

## Фамілії пов'язані з кланом Мур
- Muir, More, Moore, Mure — з Айрширу та Південно-Західної рівнини.
- Moar, Moare, Moer — з Оркнейських та Шетландських островів.
- Moir, Moire — з Абердінширу та Південно-Західної рівнини.
- Mohr, Mor — з центральної рівнини.
- Moor, Mur
- Mour, Moure
- Myre, Myres
- Langmoore, Longmuir
- O'More, O'Morhda, O'Moore — з Ірландії.
- Moore, Morey — з Ірландії.
- de Mora — з Ірландії.